# ويلز (نيفادا)
ويلز (بالإنجليزية: Wells)‏ هي مدينة صغيرة في مقاطعة إلكو في شمال شرق ولاية نيفادا في غرب الولايات المتحدة. وبلغ عدد سكانها 1,292 نسمة حسب تعداد عام 2010. تقع ويلز عند تقاطع الطريق السريع 80 والطريق رقم 93، على بعد 50 ميلا (80 كم) شرق إلكو، وهو جزء من منطقة إلكو الكبرى.

## التركيبة السكانية
حدّد مكتب تعداد الولايات المتحدة بيانات التركيبة السكانية لويلز في تعداد الولايات المتحدة. في ما يلي، التركيبة السكانية حسب تعدادي 2000 و2010.

### تعداد عام 2000
بلغ عدد سكان ويلز 1,346 نسمة بحسب تعداد عام 2000، وبلغ عدد الأسر 525 أسرة وعدد العائلات 353 عائلة مقيمة في المدينة. في حين سجلت الكثافة السكانية 75.3 نسمة لكل كيلومتر مربع (195.0/ميل2). وبلغ عدد الوحدات السكنية 633 وحدة بمتوسط كثافة قدره 35.4 لكل كيلومتر مربع (91.7/ميل2).
وتوزع التركيب العرقي للمدينة بنسبة 80.24% من البيض و6.76% من الأمريكيين الأصليين و0.30% من الأمريكيين ذوي الأصول الآسيوية و0.15% من سكان جزر المحيط الهادئ و9.06% من الأعراق الأخرى و3.49% من عرقين مختلطين أو أكثر و19.47% من الهسبانيون أو اللاتينيون من أي عرق.
بلغ عدد الأسر 525 أسرة كانت نسبة 38.5% منها لديها أطفال تحت سن الثامنة عشر تعيش معهم، وبلغت نسبة الأزواج القاطنين مع بعضهم البعض 52.6% من أصل المجموع الكلي للأسر، ونسبة 9.7% من الأسر كان لديها معيلات من الإناث دون وجود شريك، بينما كانت نسبة 5% من الأسر لديها معيلون من الذكور دون وجود شريكة وكانت نسبة 32.8% من غير العائلات. تألفت نسبة 28.8% من أصل جميع الأسر من عدة أفراد يعيشون في نفس المنزل ونسبة 9.5% كانت تتألف من شخص يعيش بمفرده يبلغ من العمر 65 عاماً أو أكثر. وبلغ متوسط حجم الأسرة المعيشية 2.56، أما متوسط حجم العائلات فبلغ 3.14.
بلغ العمر الوسطي للسكان 35.7 عاماً. وكانت نسبة 29.3% من القاطنين تحت سن الثامنة عشر، وكانت نسبة 7.6% بين الثامنة عشر والرابعة والعشرين عاماً، ونسبة 27.9% كانت واقعةً في الفئة العمرية ما بين الخامسة والعشرين والرابعة والأربعين عاماً، ونسبة 25% كانت ما بين الخامسة والأربعين والرابعة والستين، ونسبة 10.3% كانت ضمن فئة الخامسة والستين عاماً فما فوق. يوجد لكل 100 أنثى 107.7 ذكر، ويوجد لكل 100 أنثى في الثامنة عشر من عمرها فما فوق 106.5 ذكر.
بلغ متوسط دخل الأسرة في المدينة 35,870 دولارًا، أما متوسط دخل العائلة فبلغ 41,827 دولارًا. وكان متوسط دخل الذكور 31,250 دولارًا مقابل 20,852 دولارًا للإناث. وسجل دخل الفرد الخاص بالمدينة 16,835 دولارًا. وكانت نسبة 8.6% من العائلات ونسبة 11.9% من السكان تحت خط الفقر، وكان من هؤلاء نسبة 19.9% تحت سن الثامنة عشر ونسبة 2.1% في الخامسة والستين من العمر وما فوق.

### تعداد عام 2010
بلغ عدد سكان ويلز 1,292 نسمة بحسب تعداد عام 2010، وبلغ عدد الأسر 545 أسرة وعدد العائلات 316 عائلة مقيمة في المدينة. في حين سجلت الكثافة السكانية 72.3 نسمة لكل كيلومتر مربع (187.3/ميل2). وبلغ عدد الوحدات السكنية 641 وحدة بمتوسط كثافة قدره 35.9 لكل كيلومتر مربع (93.0/ميل2).
وتوزع التركيب العرقي للمدينة بنسبة 78.33% من البيض و0.08% من الأمريكيين الأفارقة و6.81% من الأمريكيين الأصليين و0.39% من الأمريكيين ذوي الأصول الآسيوية و10.37% من الأعراق الأخرى و4.02% من عرقين مختلطين أو أكثر و20.05% من الهسبانيون أو اللاتينيون من أي عرق.
بلغ عدد الأسر 545 أسرة كانت نسبة 29.9% منها لديها أطفال تحت سن الثامنة عشر تعيش معهم، وبلغت نسبة الأزواج القاطنين مع بعضهم البعض 44% من أصل المجموع الكلي للأسر، ونسبة 9.4% من الأسر كان لديها معيلات من الإناث دون وجود شريك، بينما كانت نسبة 4.6% من الأسر لديها معيلون من الذكور دون وجود شريكة وكانت نسبة 42% من غير العائلات. تألفت نسبة 35.6% من أصل جميع الأسر من عدة أفراد يعيشون في نفس المنزل ونسبة 11.6% كانت تتألف من شخص يعيش بمفرده يبلغ من العمر 65 عاماً أو أكثر. وبلغ متوسط حجم الأسرة المعيشية 2.37، أما متوسط حجم العائلات فبلغ 3.12.
بلغ العمر الوسطي للسكان 40.3 عاماً. وكانت نسبة 25.3% من القاطنين تحت سن الثامنة عشر، وكانت نسبة 8% بين الثامنة عشر والرابعة والعشرين عاماً، ونسبة 22.8% كانت واقعةً في الفئة العمرية ما بين الخامسة والعشرين والرابعة والأربعين عاماً، ونسبة 31.1% كانت ما بين الخامسة والأربعين والرابعة والستين، ونسبة 12.8% كانت ضمن فئة الخامسة والستين عاماً فما فوق. وتوزع التركيب الجنسي للسكان بنسبة 52.8% ذكور و47.2% إناث.